# La Seine à la Grande Jatte. Printemps
La Seine à la Grande-Jatte est une œuvre de 1888 du peintre français Georges Seurat, réalisée selon les principes du pointillisme. Elle a intégré la collection des Musées royaux des Beaux-Arts de Belgique à Bruxelles en 1937, à la suite d'un leg de la peintre belge Anna Boch.

## Description

### Texture, toucher et exécution
La peinture a été appliquée de manière à créer des points épais. De près, on peut voir les points individuels ; de loin, la toile entière forme un tout et les points se fondent les uns dans les autres. La texture est rugueuse, inégale et visible. La représentation est picturale : les personnages ne sont pas dessinés, ce qui se voit mieux avec les feuilles d'arbre. La suggestion d'une image tridimensionnelle, notamment obtenue par l'arbre au premier plan, rend l'ensemble sculptural.

### Composition
La Seine à la Grande-Jatte est basée sur des triangles. Les éléments de l'image ne sont pas symétriques, mais en plaçant l'arbre en face du voilier et le bâtiment en arrière-plan, on obtient un certain équilibre. La sculpture présente des lignes diagonales ainsi que des lignes directionnelles horizontales et verticales. Les lignes diagonales sont sur et dans l'eau et suggèrent un courant. Les lignes verticales de l'arbre et du voilier, ainsi que les lignes horizontales de la rive et de l'horizon, donnent un équilibre au tableau. Il n'y a pas d'ordre rythmique.

### Espace et profondeur
L'effet spatial du tableau est obtenu par la superposition d'éléments visuels (la voile du bateau est placée devant le bâtiment) et le contraste entre le net et le flou, comme les arbres au premier plan et à l'arrière-plan. Les berges montrent une perspective de ligne claire, mais elle n'est autrement qu'indirectement présente, dans le contraste entre les grandes et les petites choses comme l'arbre au premier plan en face du voilier.
Georges Seurat a utilisé des ombres ici et là, comme dans l'herbe et sur le tronc de l'arbre, mais en général, le contraste entre les parties claires et les parties sombres est faible. Les contours ne sont pas clairement définis, ce qui donne un effet de sfumato. En raison des différents verts, on peut voir que la rangée d'arbres arrière est plus « profonde » que l'arbre au bord de l'eau. Le tableau est « éclairé » par une source de lumière naturelle : le soleil, que l'on peut voir dans les ombres et aussi dans la partie très claire du ciel à droite, opposée au ciel plus sombre à gauche. Il n'est pas facile de voir où se trouve la source ; le soleil se cache probablement derrière les feuilles.

### Couleur
Seules les couleurs pures sont utilisées dans cette peinture ; les yeux du spectateur mélangent les couleurs. Le noir et le blanc ont également été utilisés. Théoriquement, aucun ton ni aucune nuance de couleur n'est utilisé. Cependant, l'œil humain perçoit des tons de couleur, comme le bleu du ciel et le marron de l'écorce, ainsi que des nuances de couleur, par exemple le vert des arbres et de l'herbe et le bleu de l'eau.